# Jaime Nared
Jaime Nicole Nared (Portland, 14 settembre 1995) è una cestista statunitense, professionista nella WNBA.

## Carriera
È stata selezionata dalle Las Vegas Aces al secondo giro del Draft WNBA 2018 (13ª scelta assoluta).